# Chiesa di Sant'Agostino (Peio)
La chiesa di Sant'Agostino è la parrocchiale di Celentino, frazione di Peio in Trentino. Fa parte della zona pastorale delle Valli del Noce dell'arcidiocesi di Trento e risale al XIV secolo.

## Storia

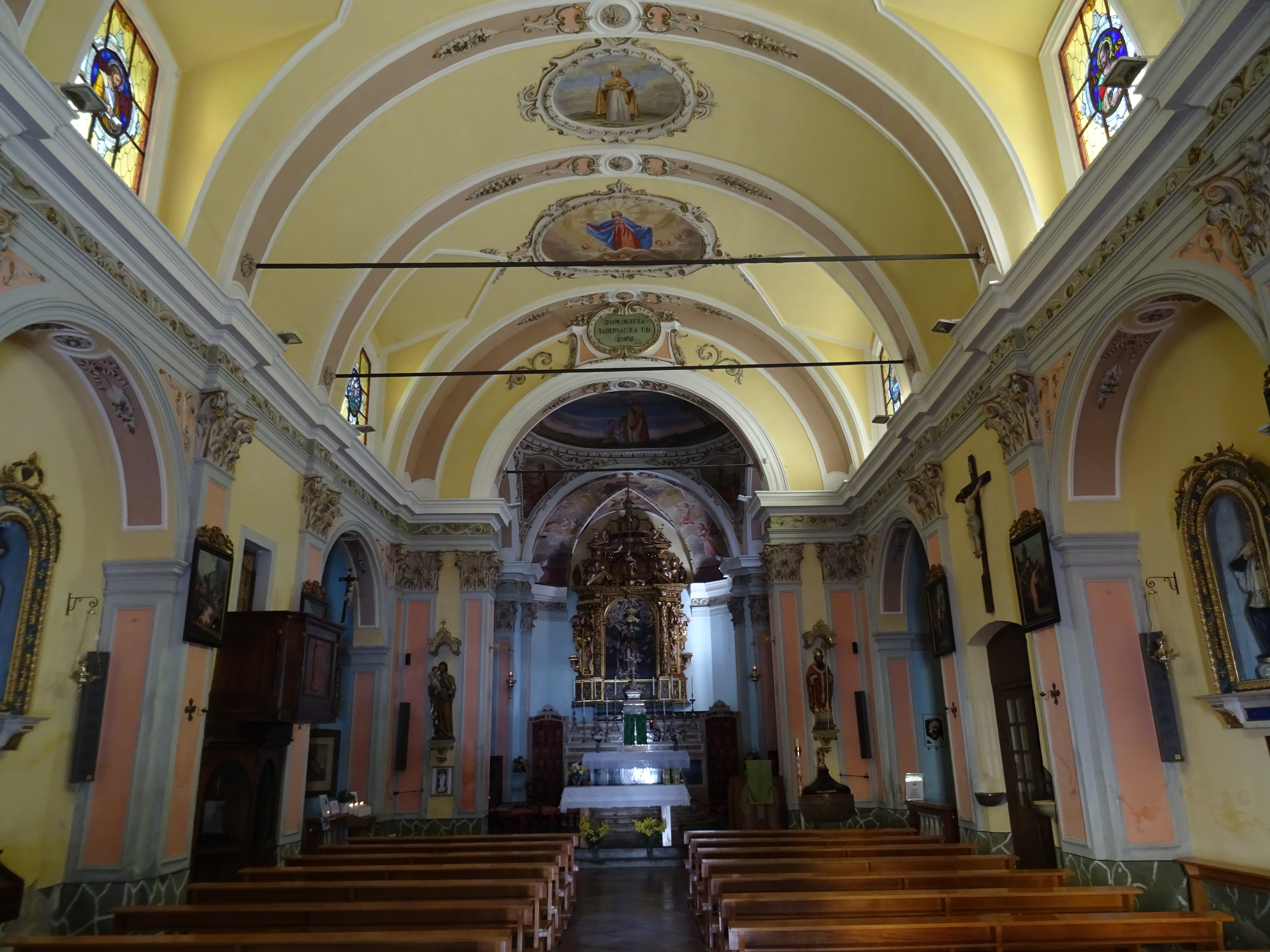
Interno

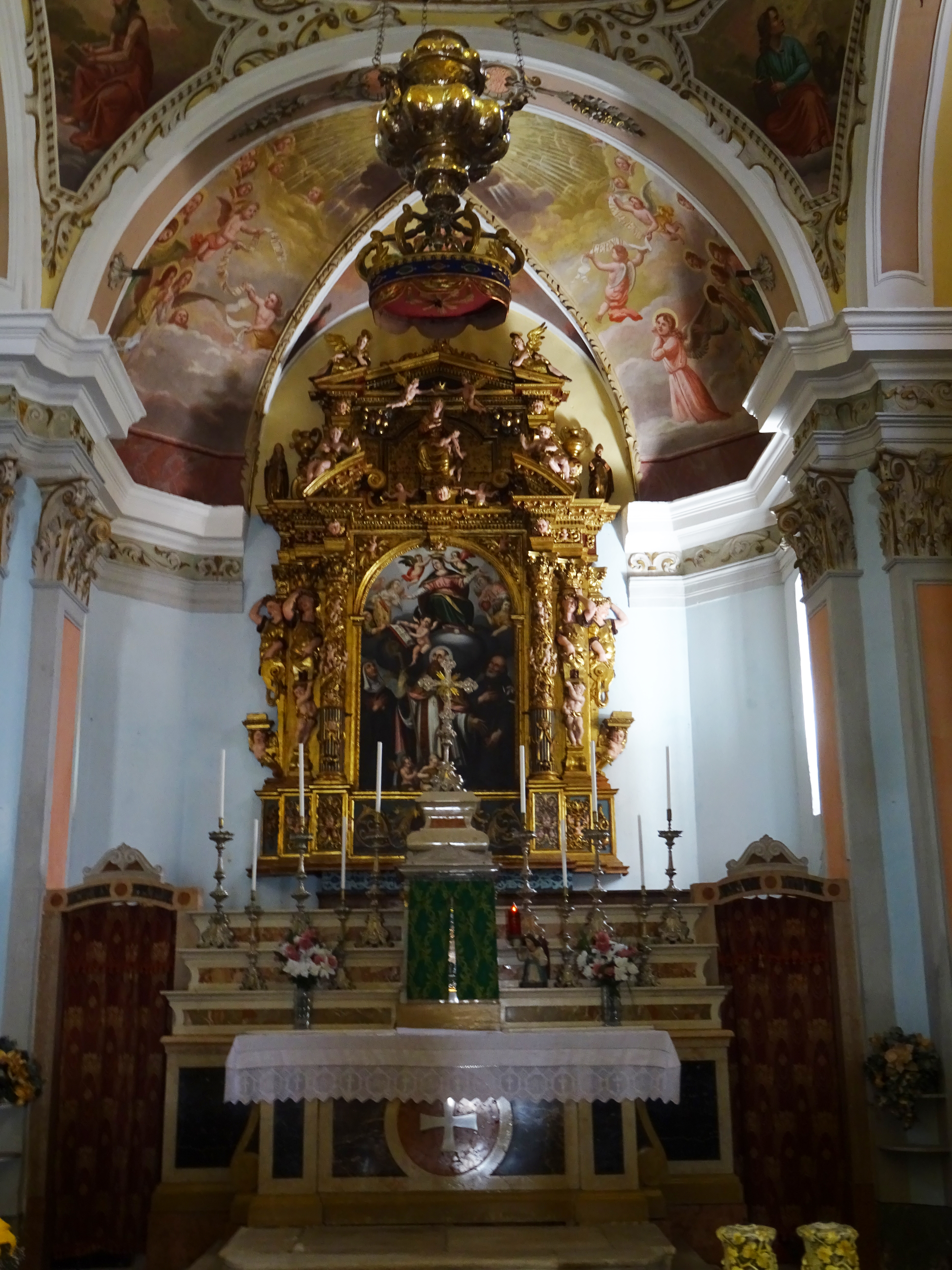
Altare maggiore

Il luogo di culto a Celentino ha origini molto antiche e la prima cappella nell'abitato viene citata già nel 1301. Attorno al XV secolo fu oggetto di una completa ricostruzione con ampliamento delle sue dimensioni originali, e il nuovo tempio, con dedicazione alla Madonna, venne solennemente consacrato il 14 ottobre del 1500. Nel 1580 la chiesa venne elevata a dignità curaziale dipendente dalla pieve di Ossana, la chiesa di San Vigilio ed ebbe la concessione del fonte battesimale.
Durante la visita pastorale del 1672 fu stabilito l'ampliamento del luogo di culto per adeguarlo alle necessità dei fedeli e tali lavori vennero eseguiti entro il 1694, data nella quale viene citata la consacrazione dei due altari nella sala. Fu solo con i primi anni del XVIII secolo che la dedicazione divenne quella recente per Sant'Agostino. A partire dal 1830 venne aperto il cantiere per una nuova ricostruzione con ampliamento della chiesa e i lavori furono ultimati nel 1872. Durante questo intervento vennero rifatti l'abside e il presbiterio con conseguente allungamento della navata. La torre campanaria venne costruita nel 1868 e le ultime parti ad essere completate furono il resto della sala e la facciata. La nuova consacrazione venne celebrata il 22 agosto 1896.
Attorno al primo decennio del XX secolo gli interni vennero restaurati ed arricchiti di stucchi e decorazioni. Le opere pittoriche sulle volte sono state eseguite da Pietro Stefano Salvetti. Venne elevata a dignità di chiesa parrocchiale alla fine di tali interventi, il 12 aprile 1919.
Il lavoro di adeguamento liturgico è stato realizzato tra il 1975 e il 1985. Al centro del presbiterio è stata posta la mensa rivolta al popolo e l'altare maggiore storico è stato mantenuto per la custodia eucaristica nel suo tabernacolo. Le balaustre sono state spostate nelle cappelle laterali. Il fonte battesimale storico è stato spostato in avanti, accanto all'arco santo, alla sua sinistra.

## Descrizione

### Esterni
La chiesa si trova in posizione elevata nel centro abitato di Cellentino e mostra tradizionale orientamento verso est. La facciata a capanna in stile neoclassico è caratterizzata da quattro paraste di ordine tuscanico che reggono il grande frontone triangolare. Il portale è architravato e sopra, in asse, vi è la grande finestra rotonda che porta luce alla sala. La torre campanaria si trova in posizione avanzata ed isopata sulla sinistra e la cella si apre con quattro grandi finestre a monofora. La copertura apicale è a cipolla.

### Interni
La navata interna è unica, con quattro campate e ampliata da due cappelle laterali. Il presbiterio è leggermente rialzato.